# Castañuelas (República Dominicana)
Castañuelas es un municipio de la República Dominicana, que está situado en la provincia de Monte Cristi.

## Límites
Municipios limítrofes:
|                     | Norte: Monte Cristi y Villa Vásquez         |                               |
| Oeste: Monte Cristi |                                             | Este: Las Matas de Santa Cruz |
|                     | Sur: Monte Cristi y Las Matas de Santa Cruz |                               |

## Distritos municipales
Está formado por los distritos municipales de:
| Nombre      | Código   |
| ----------- | -------- |
| Castañuelas | 04150201 |
| Palo Verde  | 04150202 |

## Clima
El clima promedio anual en Castañuelas, República Dominicana, es de 24 °C. La temperatura máxima promedio es de 32.3 °C y la mínima de 23 °C. 
En invierno, la temperatura máxima promedio diaria en Castañuelas es de alrededor de 29 °C. En esta época, el porcentaje de días nublados o mayormente nublados disminuye. 

## Historia
Hasta el 1961 Castañuelas era una Sección del Municipio de Villa Vásquez. En esa fecha fue convertida en un distrito municipal perteneciente entonces al Municipio de Villa Lucas Evangelista de Peña, hoy Villa Vásquez, tal y como lo dispuso la Ley 5634, promulgada el 15 de septiembre del referido año. Lozano, Magdalena, El Vigiador, El Ahogado y Loma Castañuelas eran las Secciones que integraban el nuevo distrito municipal de Castañuelas.
La categoría de municipio le llegó a Castañuelas a través de la Ley 647, promulgada el 9 de abril del año 1974, dejando de pertenecer a Villa Vásquez y adquiriendo así su propia condición municipal, como parte de la provincia Monte Cristi.
El inicio de su vigencia como municipio quedó postergado por unos meses, por expresa disposición del artículo 4 de la ley de su creación, cuya literatura reza así: «Las previsiones de la presente ley entrarán en vigencia a partir del 16 de agosto del presente año de 1974.

### Origen del nombre
No está claro el origen del nombre Castañuelas, en sustitución del original Yaguarizo. Se cree que se deriva de unos frondosos árboles de gran altura y troncos gruesos, de hojas grandes y flores blancas, con frutos parecidos a los erizos, que alguna vez formaron parte del paisaje boscoso que había en la zona.
Pero otra versión, que se ha mantenido como tradición de los lugareños, es que el nombre le viene de un instrumento musical de percusión, probablemente inventado por los fenicios hace miles de años, que originalmente se usaban para las pompas fúnebres de muchos pueblos asiáticos.
En España se mantiene el uso de las castañuelas para múltiples actividades ora festivas ora fúnebres, teniéndose como uno de los símbolos principales de las artes de ese país. Es posible que algún español, de los que se desparramaron por la geografía de la isla de Santo Domingo, se dedicara a tocar las castañuelas en donde ahora está enclavado el Municipio de Castañuelas y de ahí haya surgido el topónimo.

## Ubicación, población y producción
El Municipio de Castañuelas forma parte de la legendaria provincia de Monte Cristi, teniendo un papel relevante tanto en su economía como en el luminoso pasado de todos los pueblos que cubren desde el centro del Cibao hasta la frontera con Haití.
Ese laborioso pueblo surgió de manera espontánea, con campesinos que se dedicaban a la labranza de la tierra, a la crianza de aves de corral y al fomento de pequeños lotes ganaderos, en la cercanía del otrora caudaloso río Yaque del Norte.
Para el año 2022 ese municipio liniero tenía una población de 18,588 habitantes, de conformidad con el más reciente Censo de Población y Vivienda realizado en el país. Para dicha fecha sus moradores rurales superaban las 11 mil personas, mientras que solo 6 mil vivía en la zona urbana equivalente al 36.6% de la población.
Lo ocurrido en Castañuelas, con las migraciones internas, es un punto común en la mayor parte de la geografía nacional, tal y como se comprueba en los estudios sociológicos y demográficos que se han realizado al respecto. En cada caso la incidencia económica ha sido significativa, así como los cambios en los patrones de la vida cotidiana.
En los casi 90 kilómetros cuadrados del Municipio Castañuelas hay una gran producción agropecuaria, especialmente arroz, musáceas (básicamente plátanos y guineos) y ganado vacuno.
Por sus laterales Norte, Sur y Oeste hace frontera con el municipio de Monte Cristi; por el Este y el Sur se encuentra con su vecina Las Matas de Santa Cruz y en su parte Norte también se roza con el histórico Municipio de Villa Vásquez.
Municipio de Castañuelas
| Ciudad/Pueblo            | Población urbana | Población rural | Total Población |
| ------------------------ | ---------------- | --------------- | --------------- |
| Municipio de Castañuelas | 6,807            | 11,781          | 18 588          |
| Castañuelas              | 3,133            | 5,798           | 10,931          |
| Palo Verde               | 3,674            | 3,983           | 7,657           |